# Metacausta
Metacausta är ett släkte av fjärilar. Metacausta ingår i familjen nattflyn.
Kladogram enligt Catalogue of Life:
| Metacausta | \| \| Metacausta punctilinea \| \| \| \| \| \| Metacausta ustata \| \| \| \| |
|            | \| \| Metacausta punctilinea \| \| \| \| \| \| Metacausta ustata \| \| \| \| |
|            | Metacausta punctilinea                                                       |
|            |                                                                              |
|            | Metacausta ustata                                                            |
|            |                                                                              |